# Miera

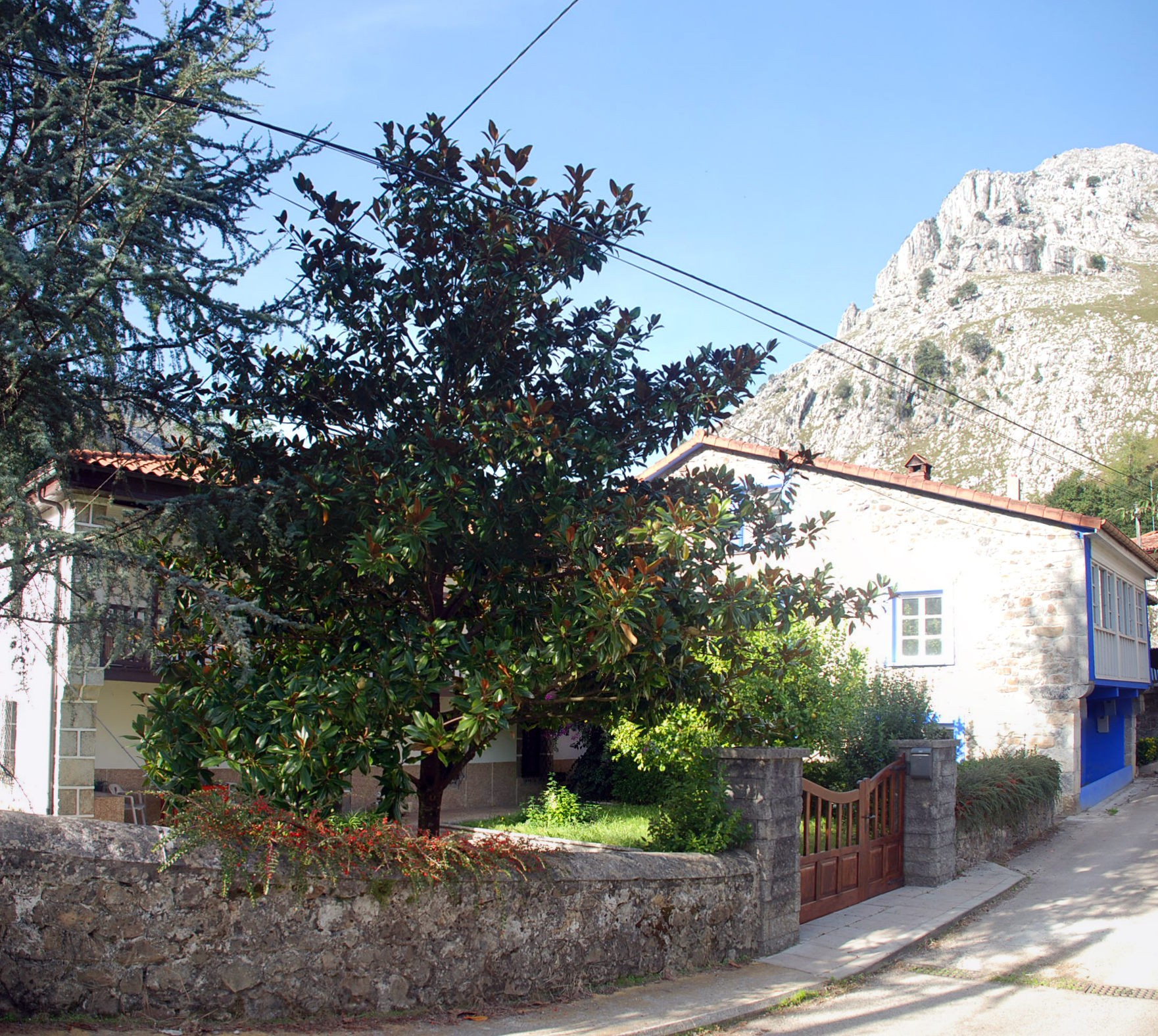
Hameau de La Vega

Miera est une commune espagnole, composée de 11 localités et située dans la communauté autonome de Cantabrie.
Elle se situe dans la Vallée encaissée du Río Miera. Son chef-lieu est La Cárcoba (es).

## Démographie
| 1900  | 1910  | 1920  | 1930  | 1940  | 1950  | 1960  | 1970  | 1980 | 1990 | 2000 | 2007 |
| ----- | ----- | ----- | ----- | ----- | ----- | ----- | ----- | ---- | ---- | ---- | ---- |
| 1.489 | 1.413 | 1.389 | 1.313 | 1.141 | 1.187 | 1.107 | 1.011 | 718  | 780  | 532  | 453  |

Source: INE